# Meyers Leonard
Meyers Leonard (Woodbridge, 27 de fevereiro de 1992) é um jogador norte-americano de basquete profissional que atualmente joga pelo Milwaukee Bucks da National Basketball Association (NBA).
Ele jogou basquete universitário pela Universidade de Illinois antes de ser selecionado pelo Portland Trail Blazers como a 11ª escolha geral no draft da NBA de 2012. Depois de passar suas primeiras sete temporadas com o Trail Blazers, ele foi negociado para o Miami Heat em 2019. Ele chegou às finais da NBA com o Heat em 2020.

## Primeiros anos
Leonard, nascido em Woodbridge, Virgínia, cresceu em Robinson, Illinois, uma pequena cidade no sudeste de Illinois. Quando ele tinha seis anos, seu pai, James, um profissional de golfe, morreu em um estranho acidente de bicicleta. Sua mãe, Tracie, uma vez uma atleta que corria mais de 10 milhas por dia, estava em casa desde a morte de seu marido, devido a uma antiga lesão no cavalo e subsequente cirurgia de disco que a deixou com dores incapacitantes.

Quando estava na segunda série, o jovem Leonard ganhou uma família substituta. Brian Siler, um agente de seguros em Robinson que tinha um filho da mesma idade, estava ciente da situação familiar de Leonard e acabou se tornando uma figura paterna. Leonard frequentava regularmente a igreja e saía de férias com a família. De acordo com o escritor da ESPN.com, Dana O'Neil:
"Procurando encaixar o relacionamento, pessoas de fora chamaram essa versão de Meyers de Um Sonho Possível, mas a comparação é imprecisa. O livro e o filme subsequente contam a história de Michael Oher, um menino que era sem-teto e não tem uma vida muito familiar. Meyers Leonard tem uma família. Ela não o abandonou. Pelo contrário, Tracie ama seu filho, ama-o tanto que estava disposta a aceitar ajuda."

## Carreira no ensino médio
Leonard entrou no ensino médio como armador, mas foi convertido para Pivô após um surto de crescimento de 15 cm entre o primeiro e o segundo ano. Dana O'Neil o chamou de "uma espécie de anomalia do basquete", acrescentando que Leonard "ganhou toda aquela altura sem perder a coordenação ou os músculos de contração rápida".
No ensino médio, Leonard levou a Robinson High School ao título estadual antes de escolher jogar basquete universitário na Universidade de Illinois.
| Nome | Cidade Natal                              | Escola               | Altura             | Peso            | Data                |
| --- | ----------------------------------------- | -------------------- | ------------------ | --------------- | ------------------- |
| Meyers Leonard C | Robinson, IL                              | Robinson High School | 7 ft 0 in (2.13 m) | 240 lb (110 kg) | 29 de Julho de 2008 |
| Meyers Leonard C | Recrutamento: Rivals: Scout: ESPN: 95/100 |                      |                    |                 |                     |
| Rankings: Rivals: 6º \| Scout: 6º \| ESPN: 4º |                                           |                      |                    |                 |                     |
| - Nota: Em muitos casos, Scout, Rivals, 247Sports e ESPN podem entrar em conflito em suas listas de altura e peso, nestes casos, a média foi obtida. - Fonte: |                                           |                      |                    |                 |                     |

## Carreira universitária

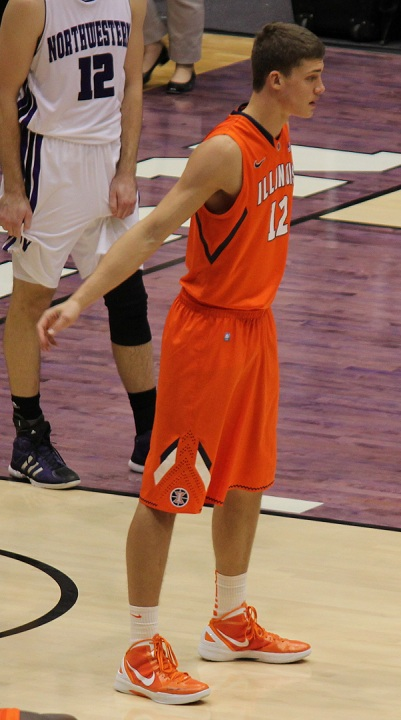
Leonard jogando por Illinois

Como calouro na Universidade de Illinois, Leonard teve médias de 2,1 pontos e 1,2 rebotes. Após a temporada, ele foi convidado para a seletiva de 17 jogadores para participar da Copa do Mundo Sub-19.
Em seu segundo ano, Leonard teve médias de 13,6 pontos e 8,2 rebotes. Em 5 de dezembro de 2011, ele foi nomeado o Co-Jogador da Semana da Big Ten após ter médias de 16,5 pontos e 6,0 rebotes. Leonard também foi nomeado o Jogador da Semana da Big Ten em 26 de dezembro de 2011 após ter médias de 16,5 pontos e 14,5 rebotes. Após a temporada, Leonard entrou no draft da NBA de 2012.

## Carreira profissional

### Portland Trail Blazers (2012–2019)
Leonard foi escolhido pelo Portland Trail Blazers como a 11ª escolha geral no draft da NBA de 2012. Em 13 de julho, ele assinou um contrato de 2 anos e US$4.3 milhões com o Trail Blazers.
Em 31 de outubro de 2012, Leonard fez sua estreia na NBA e registrou 4 pontos em 23 minutos contra o Los Angeles Lakers. Em 21 de novembro de 2012, ele foi titular pela primeira vez contra o Phoenix Suns e registrou 12 pontos e 5 rebotes. Em 30 de março de 2013, ele teve o melhor jogo da temporada com 22 pontos e 10 rebotes na derrota para o Golden State Warriors.

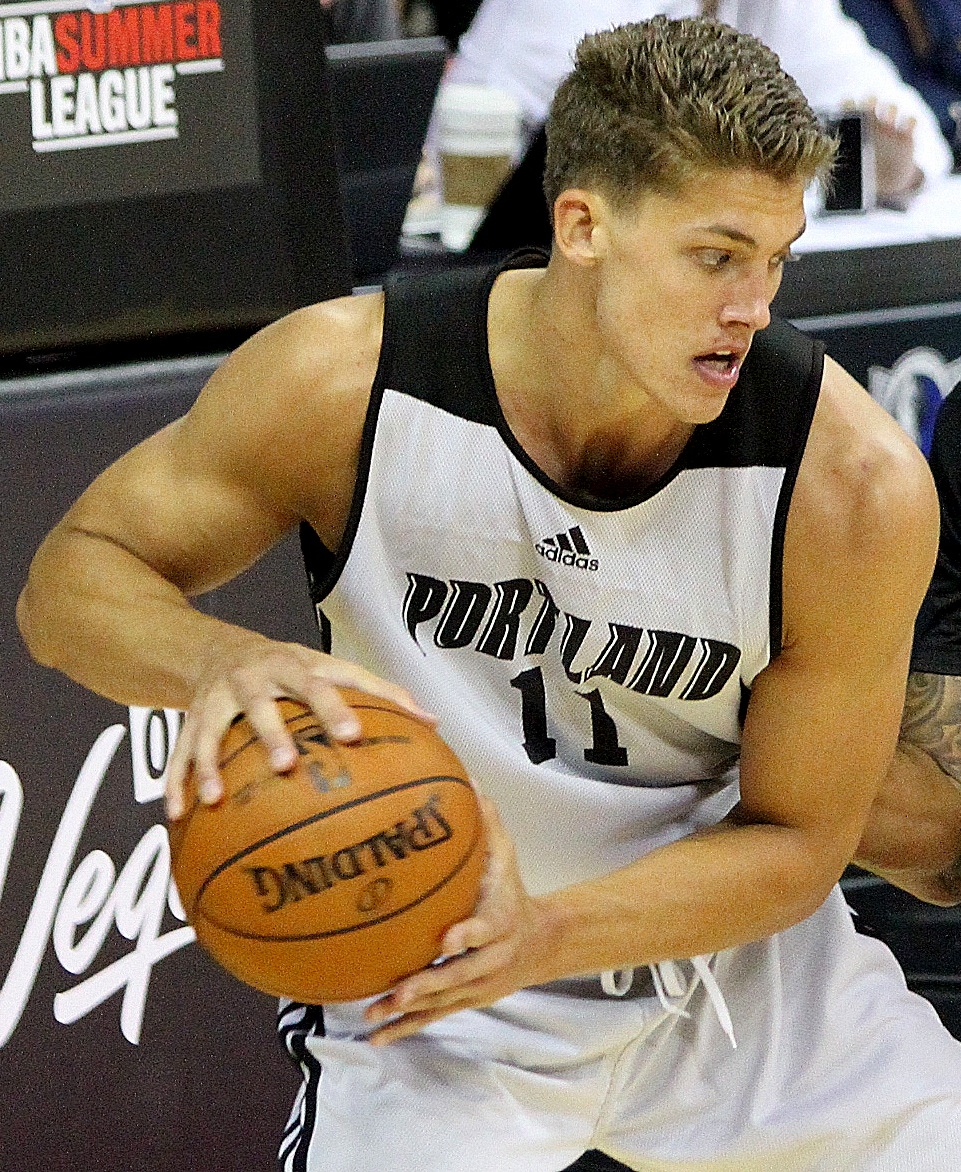
Leonard com o Portland Trail Blazers em 2013

Os números de Leonard caíram em sua segunda temporada, ficando atrás de Joel Freeland como o principal reserva de Robin Lopez. Ele esteve em ação em 29 jogos a menos com seus minutos e pontos por jogo reduzidos pela metade. Em 2 de janeiro de 2014, ele teve o melhor jogo da temporada com 8 pontos e 10 rebotes na vitória por 134–104 sobre o Charlotte Bobcats.
Na temporada de 2014-15, Leonard jogou apenas 13 minutos nos primeiros 9 jogos do Portland, já que estava atrás de Lopez, Freeland e Chris Kaman na rotação. Em 15 de novembro de 2014, com LaMarcus Aldridge com uma doença respiratória, Leonardo foi titular contra o Brooklyn Nets e teve um desempenho admirável com 12 rebotes. Ele não jogou em 11 dos 12 jogos seguintes. Mas quando Lopez quebrou a mão, Leonard teve outra chance de mostrar que merecia um tempo na quadra. Sua melhora foi perceptível nas sete semanas seguintes. Seu jogo enquanto Lopez estava fora lhe rendeu tempo para provar seu valor. No final da temporada, Leonard produziu uma notável temporada de 50/40/90 semelhante a Steve Nash, acertando 51% dos arremessos, 42% da linha de três pontos e 93% da linha de lance livre. No penúltimo jogo da temporada regular, ele marcou 24 pontos, o recorde de sua carreira, na derrota para o Oklahoma City Thunder. Ele registrou o melhor jogo do playoffs com 13 pontos e 13 rebotes na vitória sobre o Memphis Grizzlies no Jogo 4 da primeira rodada.
Em 1º de dezembro de 2015, Leonard marcou 23 pontos na derrota para o Dallas Mavericks. Em 24 de março de 2016, ele foi descartado pelo resto da temporada após uma lesão no ombro esquerdo.
Em 10 de julho de 2016, Leonard assinou novamente com o Trail Blazers em um contrato de 4 anos e US$ 41 milhões. Em 8 de outubro de 2016, foi liberado para todas as atividades práticas, seis meses após ser operado no ombro esquerdo. Em 23 de dezembro de 2016, ele marcou 16 pontos na derrota por 110-90 para o San Antonio Spurs.
Em 20 de maio de 2019, no Jogo 4 das finais da Conferência Oeste, Leonard registrou 30 pontos e 12 rebotes na derrota por 119-117 na prorrogação para o Golden State Warriors.

### Miami Heat (2019–2021)
Em 6 de julho de 2019, Leonard foi negociado com o Miami Heat em uma troca de quatro times. O Heat chegou às finais da NBA de 2020, mas perdeu a série em 6 jogos para o Los Angeles Lakers. Leonard foi titular em dois jogos nas finais quando Bam Adebayo se machucou.
Em 22 de novembro de 2020, o Miami Heat anunciou que havia assinado novamente com Leonard em um contrato de 1 ano e US$9.4 milhões. Em 2 de fevereiro de 2021, foi relatado que Leonard havia passado por uma cirurgia no ombro e perderia o restante da temporada de 2020-21.
Em 9 de março de 2021, o Heat anunciou que Leonard seria suspenso indefinidamente enquanto a NBA conduzia uma investigação sobre o uso de calúnia anti-semita durante uma sessão de transmissão ao vivo na Twitch. A NBA o suspendeu por uma semana e o multou em US$ 50.000.
Em 17 de março de 2021, Leonard foi negociado com o Oklahoma City Thunder, junto com uma escolha de segunda rodada de 2027, em troca de Trevor Ariza. O Thunder afirmou que Leonard não se juntaria ao time ou participaria de nenhuma atividade de basquete e que eles o haviam trocado para preencher o salário. Leonard foi dispensado em 25 de março.
Em abril de 2021, ele foi submetido a uma cirurgia no tornozelo. Logo descobriu-se que Leonard tinha danos nos nervos na metade inferior da perna direita.
Em 13 de janeiro de 2023, o Los Angeles Lakers recebeu Leonard para um treino, que foi a primeira atividade divulgada de sua tentativa de retorno à NBA após sua controvérsia anti-semitismo.

### Milwaukee Bucks (2023–Presente)
Em 22 de fevereiro de 2023, Leonard assinou um contrato de 10 dias com o Milwaukee Bucks. Em 4 de março, ele assinou um segundo contrato de 10 dias com o Bucks.

## Estatísticas da carreira

### NBA

#### Temporada regular
| Ano      | Equipe   | PJ  | PT | MPJ  | AP   | 3P   | LL   | RT  | AS  | BR | TO | PPJ |
| -------- | -------- | --- | -- | ---- | ---- | ---- | ---- | --- | --- | -- | -- | --- |
| 2012–13  | Portland | 69  | 9  | 17.5 | .545 | .429 | .809 | 3.7 | .5  | .2 | .6 | 5.5 |
| 2013–14  | Portland | 40  | 0  | 8.9  | .451 | .000 | .762 | 2.8 | .5  | .2 | .1 | 2.5 |
| 2014–15  | Portland | 55  | 7  | 15.4 | .510 | .420 | .938 | 4.5 | .6  | .2 | .3 | 5.9 |
| 2015–16  | Portland | 61  | 10 | 21.9 | .448 | .377 | .761 | 5.1 | 1.5 | .1 | .3 | 8.4 |
| 2016–17  | Portland | 74  | 12 | 16.5 | .386 | .347 | .875 | 3.2 | 1.0 | .2 | .4 | 5.4 |
| 2017–18  | Portland | 33  | 2  | 7.7  | .590 | .423 | .818 | 2.1 | .5  | .2 | .0 | 3.4 |
| 2018–19  | Portland | 61  | 2  | 14.4 | .545 | .450 | .843 | 3.8 | 1.2 | .2 | .1 | 5.9 |
| 2019–20  | Miami    | 51  | 49 | 20.3 | .509 | .414 | .643 | 5.1 | 1.1 | .3 | .3 | 6.1 |
| 2020–21  | Miami    | 3   | 2  | 9.7  | .429 | .429 | .500 | 2.3 | .7  | .0 | .0 | 3.3 |
| Carreira | Carreira | 447 | 93 | 14.6 | .490 | .365 | .772 | 3.6 | .8  | .1 | .2 | 5.1 |

#### Playoffs
| Ano      | Equipe   | PJ | PT | MPJ  | AP    | 3P   | LL    | RT  | AS  | BR | TO | PPJ |
| -------- | -------- | -- | -- | ---- | ----- | ---- | ----- | --- | --- | -- | -- | --- |
| 2014     | Portland | 4  | 0  | 2.3  | .000  | —    | —     | .5  | .0  | .0 | .0 | .0  |
| 2015     | Portland | 5  | 0  | 21.2 | .667  | .769 | .500  | 6.6 | 1.0 | .4 | .4 | 7.8 |
| 2017     | Portland | 3  | 1  | 10.3 | .200  | .000 | —     | 2.7 | .3  | .0 | .0 | .7  |
| 2018     | Portland | 2  | 0  | 4.0  | 1.000 | —    | —     | 2.0 | .0  | .0 | .0 | 4.0 |
| 2019     | Portland | 11 | 2  | 15.5 | .523  | .424 | .333  | 3.6 | 1.1 | .2 | .1 | 7.7 |
| 2020     | Miami    | 3  | 2  | 10.3 | .625  | .500 | 1.000 | .3  | 1.0 | .3 | .0 | 4.7 |
| Carreira | Carreira | 28 | 5  | 10.6 | .502  | .423 | .611  | 2.6 | .5  | .1 | .0 | 4.1 |

### Universitário
| Ano      | Equipe   | PJ | PT | MPJ  | AP   | 3P   | LL   | RT  | AS  | BR | TO  | PPJ  |
| -------- | -------- | -- | -- | ---- | ---- | ---- | ---- | --- | --- | -- | --- | ---- |
| 2010–11  | Illinois | 33 | 1  | 8.2  | .483 | .000 | .706 | 1.2 | .2  | .2 | .4  | 2.1  |
| 2011–12  | Illinois | 32 | 29 | 31.8 | .584 | .091 | .732 | 8.2 | 1.3 | .5 | 1.9 | 13.6 |
| Carreira | Carreira | 65 | 30 | 20.0 | .533 | .045 | .719 | 4.6 | .7  | .3 | 1.1 | 7.8  |

Fonte:

## Vida pessoal
Leonard tem dois irmãos mais velhos; Christian Juracich, que morreu em 2020, e Bailey Leonard, ex-fuzileiro naval dos EUA que serviu no Afeganistão. Em agosto de 2015, Leonard se casou com sua namorada de longa data. Eles fundaram juntos uma empresa de bares esportivos chamada Level Foods. O casal tem um filho.
Em abril de 2019, Leonard investiu no FaZe Clan como criador de conteúdo.

### Controvérsia
Em 9 de março de 2021, Leonard recebeu críticas por usar uma calúnia antijudaica enquanto jogava Call of Duty: Warzone na Twitch. O Miami Heat anunciou no mesmo dia que estava revisando o assunto e que Leonard ficaria "longe do time por tempo indeterminado". A organização de eSports FaZe Clan cortou relações com ele naquele dia, embora ele continuasse sendo um investidor. Mais tarde, ele se desculpou por usar a calúnia, afirmando que não sabia o que significava.